# کلیسای نشان مقدس (گیومری)
کلیسای نشان مقدس (ارمنی: Սուրբ Նշան եկեղեցի) یک کلیسا متعلق به کلیسای حواری ارمنی واقع در شهر گیومری، استان شیراک ارمنستان می‌باشد. ساخت و ساز این ساختمان در سال ۱۸۵۶ میلادی؛ به پایان رسید. این بنا به سبک معماری ارمنی طراحی شده‌است.